# Liste der Byggnadsminnen in Karlshamn (Gemeinde)
Diese Liste der Byggnadsminnen in Karlshamn (Gemeinde) zeigt die Baudenkmale (schwedisch Byggnadsminnen) der Gemeinde Karlshamn in der schwedischen Provinz Blekinge län mit den Ortschaften (schwedisch tätorter) Åryd, Hällaryd, Karlshamn, Mörrum, Svängsta und Torarp. Es werden die Byggnadsminnen aufgeführt, die auf dem nationalen Denkmalregister (schwedisch Bebyggelseregistret – BeBR) gelistet sind, welches weitere Informationen zu den registrierten Baudenkmälern enthält.

## Begriffserklärung
Byggnadsminnen (schwedisch für Baudenkmale) sind in Schweden eine Art von Kulturdenkmälern, deren Erhalt und Schutz im Gesetz über die kulturelle Umwelt geregelt sind. Dazu zählen kulturhistorisch wertvolle Gebäude, Ensembles und Anlagen, die gem. den Bestimmungen des kulturminneslag (Kulturdenkmalgesetz) geschützt sind. Der Begriff unterscheidet sich insofern von der Deutung eines Baudenkmals, als das auch Parks, Gärten und andere Anlagen mit kulturhistorischen Wert als Byggnadsminnen eingestuft werden können.

## Legende

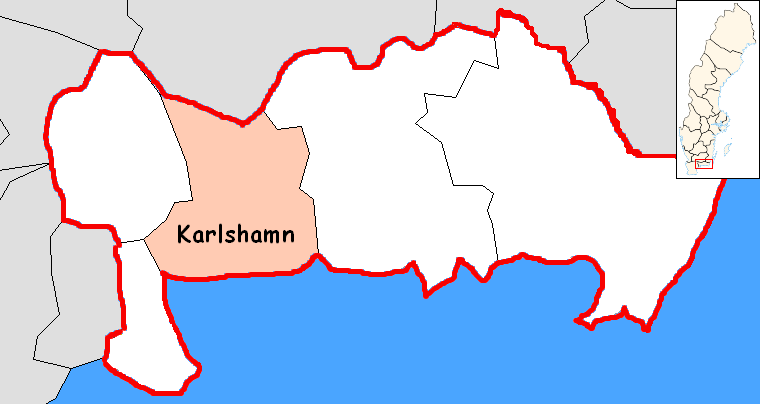
Lage der Gemeinde Karlshamn

| ID           | = | ID.Nr. des Denkmalregisters (BeBR) im „Swedish National Heritage Board“ (Riksantikvarieämbetet (RAÄ)) |
| Lage         | = | Adresse, Flurstück und Koordinatenangabe des Standorts                                                |
| Bezeichnung  | = | Bezeichnung/Name des Bauwerks/Denkmals/Objekts in Landessprache (schwedisch)                          |
| Beschreibung | = | deutscher Name (Funktion/Baujahr, wenn bekannt) sowie eine kurze Beschreibung des Objekts             |
| Bild         | = | Bild des Objekts sowie Verweis auf weitere Bilder                                                     |

## Gemeinde Karlshamn
| ID             | Lage                                                                | Bezeichnung                  | Beschreibung | Bild                         |
| -------------- | ------------------------------------------------------------------- | ---------------------------- | --- | ---------------------------- |
| 21300000013044 | Gamla Vattenverksvägen 374 91 Asarum (Froarp 14:1) (Karte)          | Froarps vattenverk           | Wasserwerk Froarp (Wasserwerk, 1903) 5 Gebäude und Objekte (Wasserwerksgebäude, Pumpenhaus, Durchlass, Dämme und Wohnhaus) einer historischen Wasserversorgungsanlage, welche 1901 - 1903 nördlich Asarum am Südufer des Långasjön-Sees tw. aus behauenen Granitblöcken errichtet wurde, um zusammen mit dem „Wasserspeicher Pengaberg“ (21300000014110) die Frischwasserversorgung der Stadt Karlshamn zu sichern. Die Gebäude, die Pumpen und die Rohrleitungen sind weitestgehend im Originalzustand erhalten und waren bis 1960 in Betrieb. Seit 1994 steht die Anlage unter Denkmalschutz. | Weitere Bilder               |
| 21300000013846 | Väggavägen 2 374 30 Karlshamn (Läroverket 2) (Karte)                | Väggaskolan                  | Vägga-Schule (Schule, 1917–18 und 1936–37) 2 Gebäude eines Schulkomplexes, heute als Vägga Gymnasieskola, die Gebäude wurden vom Architekten Gunnar Asplund entworfen und das ältere 1917 fertiggestellt, das zweite jüngere 1936–37 errichtet | Weitere Bilder               |
| 21300000013848 | Kungsgatan 54 374 36 Karlshamn (Skänninge 16) (Karte)               | Kvarteret Skänninge 16       | Haus, Kungsgatan 54 (Geschäftshaus, 1800) gut erhaltenes Kaufmanns- und Handelshaus aus dem frühen 19. Jh. in Karlshamn, in exponierter Lage neben dem Uhrenturm. Zweigeschossige Gebäude mit gebrochenen Walmdach aus Ziegeln, als Fachwerkhaus mit Sperrholzplatten verkleidet, dichte Verglasung und Fassade vermitteln einen klassizistischen Eindruck, unterschiedliche Nutzungen z.B. als Bäckerei, als Uhrenfabrik und als Molkerei | Weitere Bilder               |
| 21300000013853 | Drottninggatan 53 374 36 Karlshamn (Stockholm 1) (Karte)            | Asschierska huset            | Asschier-Haus (Rathaus, Archiv, Geschäftshaus, um 1682) Fachwerkhaus wurde 1682 als Rathaus errichtet, später erweitert und bis 1811 als Verwaltungsgebäude und Gefängnis genutzt, ehemals mit Turm und Glocke; später Wohn- und Geschäftshaus, ab 1844 Eisenwarenhandlung bis ins 20. Jh.; ab 1957 in Besitz der Svenska Handelsbanken, welche das Haus umfassend renovierte und den ursprünglichen Charakter wiederherstellte. Seit 1982 steht das Gebäude unter Denkmalschutz. | Weitere Bilder               |
| 21300000013921 | Rosenvägen 18 374 34 Karlshamn (Tennishallen 1&2) (Karte)           | Tennishallen Karlshamn       | Tennishalle Karlshamn (Sporthalle, 1937) bitte Beschreibung ergänzen | Weitere Bilder               |
| 21300000013922 | Regeringsgatan 14 374 34 Karlshamn (Ystad 10) (Karte)               | Kvarteret Ystad 10           | Haus, Regeringsgatan 14 (Bürgerhaus, 17. Jh.) bitte Beschreibung ergänzen | Weitere Bilder               |
| 21300000014105 | Drottninggatan 91 374 38 Karlshamn (Triangeln 2) (Karte)            | Skottsbergska gården         | Skottsbergska Häuser (Geschäftshaus, 1766) bitte Beschreibung ergänzen | Weitere Bilder               |
| 21300000014107 | Lotsgatan 6 374 35 Karlshamn (Simrishamn 27, Karlshamn 2:1) (Karte) | Wahlströmska gården          | Wahlström-Hof (Bürgerhaus, 17. Jh.) bitte Beschreibung ergänzen | Weitere Bilder               |
| 21300000014110 | Hagaslättsvägen 374 30 Karlshamn (Karlshamn 4:1) (Karte)            | Pengabergets vattenreservoar | Wasserspeicher Pengaberg (Wasserspeicher, 1903) Der Wasserspeicher am Pengaberg wurde gemeinsam mit dem „Wasserwerk Froap“ (21300000013044) 1903 errichtet, um die Frischwasserversorgung der Stadt Karlshamn sicherzustellen. Der Wasserspeicher besteht aus einem aufgeschütteten Hügel, welcher von einer Mauer aus behauenen Granitblöcken umgeben ist. Auf den Hügel führt eine Treppe aus Granitsteinen zu einem gut erhaltenen Turmgebäude mit Kupferdach. Die Anlage steht seit 1995 unter Denkmalschutz.                                                                               | Weitere Bilder               |
| 21300000014112 | Idrottsvägen 36 374 30 Karlshamn (Karlshamn 5:21) (Karte)           | Villa Albertsberg            | Albertsberg-Villa (Ferienhaus, Sommervilla, 1897) bitte Beschreibung ergänzen | Karlshamn, Villa Albertsberg |
| 21300000014228 | Christopher Schrödersgatan 15 374 36 Karlshamn (Riga 17) (Karte)    | Televerkets hus Karlshamn    | Fernmeldeamt Karlshamn (Fernmeldeamt, 1915) bitte Beschreibung ergänzen | Weitere Bilder               |
| 21300000026872 | Rådhusgatan 10 374 35 Karlshamn (Kalmar 10) (Karte)                 | Karlshamns rådhus            | Rathaus Karlshamn (Verwaltungsgebäude, 1899 - siehe auch ID: 21400000696761) Stattliches Rathausgebäude in monumentaler Lage auf dem Platz gegenüber der Kirche. Ersetzt zwei frühere Rathäuser, das erste Rathaus der Stadt brannte 1655 nieder, das zweite Rathaus wurde 1682 auf dem Stortorget erbaut und bis ins 19. Jahrhundert genutzt. Das dritte und heutige Rathaus wurde 1899 im Stil der holländischen Renaissance vom schwedischen Architekt Gustaf Adolf Lindberg erbaut und diente bis 1970 als Gerichtssaal                                                                     | Weitere Bilder               |